# Lenguas báricas
Las lenguas báricas constituyen una agrupación dentro de las lenguas sino-tibetanas habladas en noreste de India, se discute si forman una unidad filogenética válida o pertenecen a ramas independientes de la familia tibetano-birmana. Burling acepta el parentesco y además propone que junto con las lenguas kachin-lui forman una unidad mayor, pero no todos los especialistas coinciden en esta clasificación.

## Clasificación
Las lenguas báricas son geográficamente cercanas y pertenecen a la rama tibeto-birmana de las lenguas sino-tibetanas. Estas lenguas se dividen en dos ramas, aunque no está claro todavía si forman juntas una unidad filogenética válida. Las dos ramas son:
- Las lenguas bodo-garo-koch.
- Las lenguas konyak-nocte.

## Comparación léxica
Los numerales en diferentes lenguas del grupo bárico son:
| GLOSA | Bodo-garo-koch | Bodo-garo-koch | Bodo-garo-koch | Konyak-nocte  | Konyak-nocte | Konyak-nocte   |
| GLOSA | PROTO- BODO    | PROTO- GARO    | PROTO- KOCH    | PROTO- KONYAK | PROTO- NOCTE | khiam- niungan |
| ----- | -------------- | -------------- | -------------- | ------------- | ------------ | -------------- |
| '1'   | *ʂe            | *sa            | *sɑ            | *ʧ(i)a        | *tʰia        | ʦah            |
| '2'   | *g-nɯi         | *gi-ni         | *niŋ           | *ɲi           | *ni          | ni-            |
| '3'   | *g-tʰam        | *git-tam       | *tʰam          | *səm          | *rəm         | səm-           |
| '4'   | *b-rɯi         | *b-ri          | *b-ri          | *-li          | *b-li        | pə-lə          |
| '5'   | *b(w)a         | *bo-ŋa         | *ba-ŋa         | *ŋa           | *b-ŋa        | pə-ŋo          |
| '6'   | *douk          | *dok           | *dok-a         | *g-rɔk        | *-rok        | luok           |
| '7'   | *s-ni          | *si-ni         | *sɨni-         | *-niat        | *-ɲit        | ʧi-niat        |
| '8'   | *ʧar           | *ʧet           | *ʧet-          | *ʃat          | *t-cjat      | pə-ʧei         |
| '9'   | *ʃ-kʰu         | *s-kʰu         | *s-ku          | *t-ku         | *t-ku        | lə-kʰao        |
| '10'  | *ʧi            | *ʧi-           | *ʧi-           | *pan          | *cʰi         | ʧe             |